# Wat rotsen vertellen, geheime tekens uit het verleden
Wat rotsen vertellen, geheime tekens uit het verleden was een van februari tot en met april 1954 gehouden tentoonstelling in het Tropenmuseum in Amsterdam over rotstekeningen in Papoea, het voormalige Nederlands-Nieuw-Guinea.
De tentoonstelling bestond uit kopieën van rotstekeningen langs de oevers van de MacCluergolf, de baai die gedeeltelijk grenst aan de zuidkust van het schiereiland Vogelkop. De tekeningen werden in 1937 aangetroffen en bestudeerd door leden van een Duitse wetenschappelijke expeditie naar dit deel van, destijds, Nederlands-Nieuw-Guinea. Deze tocht was georganiseerd door het Frobenius Instituut, genoemd naar Leo Frobenius, in Frankfurt am Main. De tekeningen werden gefotografeerd en door Albert Hahn jr., een aquarellist, gekopieerd.
Na de oorlog kon het materiaal, dat grotendeels aan vernietiging was ontsnapt, openbaar gemaakt worden in deze tentoonstelling. Hahns kopieën van de tekeningen werden getoond en tegelijkertijd werd hun verband met zowel prehistorische als met latere kunst van Indonesië en Nieuw-Guinea duidelijk gemaakt aan de hand van kunstwerken met overeenkomstige motieven uit Nederlands museumbezit. Verschillende ouderdomslagen, stijlen en voorkeurskleuren werden getoond, van silhouetten van handen en voeten tot bijna grafische voorstellingen van fabelwezens en staande roeiers in een kano. Deze laatste tekeningen wijzen door hun ornamenten op beïnvloeding uit Indonesië gedurende de bronstijd. Een chronologie wordt in de begeleidende catalogus niet gegeven, maar de oudste voorstellingen zouden kunnen teruggaan op de eerste eeuw van onze jaartelling. Over de betekenis van de tekeningen bestaat geen duidelijkheid, maar ze zouden in verband hebben kunnen staan met oorsprongsmythen of scheppingsvoorstellingen, jachtritueel en de vooroudercultus.
De foto's en tekeningen / schilderingen zijn in het bezit van het Frobenius Instituut, dat behoort tot de Johann-Wolfgang-Goethe-Universität Frankfurt am Main.

## Catalogus
- J. Röder, Wat rotsen vertellen, geheime tekens uit het verleden. Amsterdam: Koninklijk Instituut voor de Tropen, 1954